# Min Chunfeng
Min Chunfeng (chinesisch 閔 春鳳 / 闵 春凤, Pinyin Mǐn Chūnfèng; * 17. März 1969 in der Provinz Jiangxi) ist eine ehemalige chinesische Diskuswerferin.
1991 wurde sie sowohl nationale wie auch Asienmeisterin und kam bei den Weltmeisterschaften in Tokio auf den sechsten Platz.
Bei den Olympischen Spielen 1992 in Barcelona wurde sie Elfte, und ein Jahr später errang sie Bronze bei den Weltmeisterschaften in Stuttgart.
1993 gewann sie Gold bei den Ostasienspielen, 1994 bei den Asienspielen.
Ihre persönliche Bestleistung von 66,76 m stellte sie am 7. Mai 1991 in Dalian auf.